# جان لوي بييرو
جان لوي بييرو (بالفرنسية: Jean-Louis Pierrot)‏ (و. 1761 – 1857 م) هو سياسي من هايتي ولد في هايتي.